# Herina rufitarsis
Herina rufitarsis är en tvåvingeart som först beskrevs av Macquart 1835.  Herina rufitarsis ingår i släktet Herina och familjen fläckflugor.
Artens utbredningsområde är Frankrike. Inga underarter finns listade i Catalogue of Life.